# Consiglio degli Stati del mar Baltico
Il Consiglio degli Stati del mar Baltico (CBSS; Council of the Baltic Sea States in inglese) è un organismo politico per la cooperazione regionale tra i governi. È stato fondato nel 1992 per gestire una serie di problematiche riguardanti la regione del mar Baltico in campo economico, dello sviluppo, dei diritti umani e della sicurezza in campo nucleare.
Dal 1998 esiste un segretariato generale a Stoccolma.

## Storia
L'Islanda è entrata a far parte come Stato membro dal 1995.
Dalla crisi russo-ucraina, il Consiglio degli Stati del mar Baltico sospende la Bielorussia e la Russia a causa dell'invasione russa nell'Ucraina. Il successivo 17 maggio, il ministro degli affari esteri russo Sergej Lavrov ha annunciato il ritiro della Russia dal consiglio degli Stati del mar Baltico poiché questo è monopolizzato dall'occidente.

## Stati membri

### Membri attuali
- Danimarca
- Estonia
- Finlandia
- Germania
- Islanda
- Lettonia
- Lituania
- Norvegia
- Polonia
- Svezia

### Stati non più membri
- Russia (sospesa dal febbraio 2022, ritiratasi nel maggio dello stesso anno)

## Osservatori
- Commissione europea
- Bielorussia (sospesa dal 2022)
- Francia
- Italia
- Paesi Bassi
- Regno Unito
- Romania
- Slovacchia
- Spagna
- Stati Uniti
- Ucraina
- Ungheria

## Presidenze
Ogni presidenza dura ogni anno dal 1º luglio al 30 giugno dell'anno seguente
| Anno      | Paese     | Presidente                                                          | Primo Ministro                                                |
| --------- | --------- | ------------------------------------------------------------------- | ------------------------------------------------------------- |
| 1992-1993 | Finlandia |                                                                     |                                                               |
| 1993-1994 | Estonia   |                                                                     |                                                               |
| 1994-1995 | Polonia   |                                                                     |                                                               |
| 1995-1996 | Svezia    |                                                                     |                                                               |
| 1996-1997 | Lettonia  |                                                                     |                                                               |
| 1997-1998 | Danimarca |                                                                     |                                                               |
| 1998-1999 | Lituania  |                                                                     |                                                               |
| 1999-2000 | Norvegia  |                                                                     |                                                               |
| 2000-2001 | Germania  |                                                                     |                                                               |
| 2001-2002 | Russia    |                                                                     |                                                               |
| 2002-2003 | Finlandia |                                                                     |                                                               |
| 2003-2004 | Estonia   |                                                                     |                                                               |
| 2004-2005 | Polonia   |                                                                     |                                                               |
| 2005-2006 | Islanda   |                                                                     |                                                               |
| 2006-2007 | Svezia    |                                                                     |                                                               |
| 2007-2008 | Lettonia  |                                                                     |                                                               |
| 2008-2009 | Danimarca |                                                                     |                                                               |
| 2009-2010 | Lituania  |                                                                     |                                                               |
| 2010-2011 | Norvegia  |                                                                     |                                                               |
| 2011-2012 | Germania  |                                                                     |                                                               |
| 2012-2013 | Russia    |                                                                     |                                                               |
| 2013-2014 | Finlandia |                                                                     |                                                               |
| 2014-2015 | Estonia   | Toomas Hendrik Ilves                                                | Taavi Rõivas                                                  |
| 2015-2016 | Polonia   | Bronisław Komorowski (fino al 6/8/2015) Andrzej Duda (dal 6/8/2015) | Ewa Kopacz (fino al 16/11/2015) Beata Szydlo (dal 16/11/2015) |
| 2016-2017 | Islanda   |                                                                     |                                                               |
| 2017-2018 | Svezia    |                                                                     |                                                               |
| 2018-2019 | Lettonia  |                                                                     |                                                               |
| 2019-2020 | Danimarca |                                                                     |                                                               |
| 2020-2021 | Lituania  |                                                                     |                                                               |
| 2021-2022 | Norvegia  |                                                                     |                                                               |